# Andreapol
Andreapol (en russe : Андреа́поль) est une ville de l'oblast de Tver, en Russie, et le centre administratif du raïon d'Andreapol. Sa population s'élevait à 7 528 habitants en 2014.

## Géographie
Andreapol se trouve sur les contreforts des collines de Valdaï, sur le cours supérieur de la Dvina occidentale. Elle est située à 218 km à l'ouest de Tver et à 346 km au nord-ouest de Moscou.

## Histoire
Le village de Doubna face à Andreapol est mentionné pour la première fois dans les chroniques en 1489. La ville elle-même remonte à 1907, lorsqu'une ligne de chemin de fer atteignit la région et qu'une gare y fut ouverte. Pendant la Seconde Guerre mondiale Andreapol fut occupée par l'Allemagne nazie de l'automne 1941 à l'hiver 1942. Andreapol accéda au statut de commune urbaine en 1938, puis à celui de ville en 1967. La base aérienne d'Andreapol est une importante base d'avions intercepteurs protégeant Moscou.

## Population
Recensements (*) ou estimations de la population
| 1926* | 1939* | 1959* | 1970* | 1979* |
| ----- | ----- | ----- | ----- | ----- |
| 1 141 | 3 845 | 8 392 | 9 075 | 9 317 |

| 1989* | 2002* | 2010* | 2013  | 2014  |
| ----- | ----- | ----- | ----- | ----- |
| 9 610 | 9 317 | 8 286 | 7 669 | 7 528 |

## Économie
Les forêts couvrent environ 70 % du raïon Andreapolski. L'industrie forestière fournit des recettes importantes à la ville, grâce au travail du bois. On trouve également une fabrique de porcelaine.